# コムシスホールディングス
コムシスホールディングス株式会社（英: COMSYS Holdings Corporation）は東京都品川区に本社を置き、大手電気通信工事の日本コムシスなどを傘下に置く日本の持株会社。
東証プライム市場に上場しており、日経平均株価とJPX日経インデックス400の構成銘柄の一つ。
通信建設業界ではエクシオグループ、ミライト・ワンとともに国内大手通信インフラ企業の一つでもある。

## 概要
NTT認定の総合電気通信工事業の大手企業として、通信建設業界では確固たる地位を確立している。その一方で、一般的な知名度は高いとは言えないものの、資本金・売上高等では準大手ゼネコンと同等程度の規模を持つ（豊富な現金預金、高い自己資本比率等、財務内容も良好である）。

### 事業体制
主力である日本コムシスを中心に、海底ケーブルの敷設や山岳の通信鉄塔建設、通信専用トンネル築造といった大規模工事から、NTT電話局内設備工事、一般住宅での電話線の引き込み等の小規模のものまで、幅広い分野で通信設備建設工事を手がける。
近年では、IT関係の設計・施工・ソフト開発・保守運用といった方面に注力している（2009年4月、コムシス情報システム設立）。IT総合エンジニアリング企業を標榜し、積極的な事業展開が図られている。

### 経営
堅実経営でも知られており、バブル期、ITバブル期、不動産バブル期もほぼ無傷で乗り越えている。
2019年3月期の決算説明会では、「コムシスビジョン NEXT STAGE 2023」として、2023年には売上高6000億円以上達成を掲げた経営計画を公開した。

## 沿革
参照：
- 2003年（平成15年）9月29日 - 日本コムシス、三和エレック（現・サンワコムシスエンジニアリング）、東日本システム建設（現・TOSYS）の共同株式移転により、コムシスホールディングス株式会社を設立[5]。東証と大証の各第一部市場に新規上場[6]。
- 2003年（平成15年）10月1日 - シェアードサービス子会社として、コムシスシェアードサービスを設立（2007年4月に完全子会社化）。
- 2004年（平成16年）9月 - 連結子会社の三和エレックの第三者割当増資を引受け。
- 2005年（平成17年）1月 - 連結子会社の日本コムシスが、三和エレックのNTT情報通信エンジニアリング事業を吸収。
- 2005年（平成17年）4月 - 連結子会社のサンワコムシスエンジニアリング（旧三和エレック）が、日本コムシスの通信キャリア系電気通信エンジニアリング事業を吸収。
- 2009年（平成21年）4月 - 連結子会社の日本コムシスがIT事業を、コムシス情報システムとして分社化。同時に、コムシス情報システムは現物配当により、コムシスHDの直接子会社化[7]。
- 2010年（平成22年）10月1日 - 北海道を地盤とする同業のつうけんを、株式交換により完全子会社化[8]。
- 2013年（平成25年）2月1日 - 連結子会社のつうけんが、北東電設を吸収合併[9]。
- 2013年（平成25年）7月16日 - 東証と大証が市場統合、大証より上場廃止。
- 2013年（平成25年）10月1日 - 連結子会社のつうけんが、同社子会社5社[注 1]を吸収合併[10]。
- 2017年（平成29年）6月 - 従来の監査役会設置会社から、監査等委員会設置会社に移行。
- 2018年（平成30年）10月 - いずれも同業のNDS、北陸電話工事、SYSKENを株式交換により完全子会社化[11][12]。
- 2022年（令和4年）4月 - 東証の市場区分見直しに伴い、プライム市場に移行。
- 2024年（令和6年）7月1日 - 連結子会社の日本コムシスがサンワコムシスエンジニアリングより、三和電子の保有分全株式（96.0％）を取得[13]。
- 2025年（令和7年）2月5日 - 連結子会社の日本コムシスが、同業のJESCOホールディングスの株式12.75%を取得[14]。
- 2025年（令和7年）7月1日 - 連結子会社のコムシス情報システムがつうけんより、つうけんアドバンスシステムズの株式80.0％を取得[15]。

## 歴代社長
| 代 | 氏名      | 就任日 | 退任日 | 備考                       |
| -- | --------- | ------ | ------ | -------------------------- |
| 1  | 島田 博文 | 2003年 | 2008年 |                            |
| 2  | 高島 元   | 2008年 | 2017年 |                            |
| 3  | 加賀谷 卓 | 2017年 | 2024年 | 退任日より取締役会長に就任 |
| 4  | 田辺 博   | 2024年 | 現職   |                            |

## グループ会社
日本コムシスグループ
- 日本コムシス株式会社【東証1部・1947】（コムシスホールディングス 100.0%）- 大手総合通信エンジニアリング

【ICT系】
| - コムシスモバイル株式会社（日本コムシス 100.0%）- 大手モバイルインフラ - コムシスネット株式会社（日本コムシス 100.0%）- ネットワーク構築の総合エンジニアリング - コムシス東北テクノ株式会社（日本コムシス 100.0%）- 東北の通信インフラ - 株式会社フォステクノ四国（日本コムシス 100.0%）- 四国の通信インフラ - コムシスプロミネント株式会社（日本コムシス 100.0%）- 関西を中心としたICT系総合エンジニアリング |  | - コムシスエンジニアリング株式会社（日本コムシス 100.0%）- ICT系総合エンジニアリング - コムエントラスト株式会社（コムシスエンジニアリング 100.0%）- 東京都全域・神奈川県一部地域の電気通信工事 - 琉球通信工事株式会社（日本コムシス 100.0%）- 沖縄のICT系総合エンジニアリング - 株式会社 琉通工テクニカルサポート（琉球通信工事 100.0%）- 電気通信工事の設計・施工請負等 - 三和電子株式会社（日本コムシス 96.0%）- 無線に特化したSler |

【社会インフラ】
| - 株式会社日本エコシステム（日本コムシス 100.0%）- 大手ソーラーパネルメーカー - 東京鋪装工業株式会社（日本コムシス 100.0%）- 道路建設工事、一般土木工事他 - 藤木鉄工株式会社（日本コムシス 66.7%）- 大手鉄骨・橋梁メーカー - 株式会社大栄製作所（日本コムシス 85.6%、ミライト・ワン 14.4%）- 情報通信機材メーカー |  | - コムシスクリエイト株式会社（日本コムシス 100.0%）- 太陽光発電所の運営・管理 - 株式会社カンドー（日本コムシス 100.0%）- 東京ガス指定のガスインフラ施工 - コムシス通産株式会社（日本コムシス 100.0%）- 建設機械、OA機器等の総合リース・総合レンタル等 |

サンワコムシスエンジニアリンググループ
- サンワコムシス エンジニアリング株式会社【東証1部・1958】（コムシスホールディングス 100.0%）-NCC向け通信インフラ。旧三和エレック。
  - 株式会社サンコムテクノロジ（サンワコムシス エンジニアリング 100.0%）- ネットインフラの構築・運用等

TOSYSグループ
- 株式会社TOSYS（コムシスホールディングス 100.0%）- 長野県を中心としたネットインフラの総合エンジニアリング。旧東日本システム建設。

| - 株式会社アルスター（TOSYS 100.0%）- ネットインフラ工事 - 株式会社 トーシス新潟（TOSYS 91.6%）- オール電化工事等 - チューリップライフ株式会社（TOSYS 100.0%）- モビリティサービス |  | - 川中島建設株式会社（TOSYS 100.0%）- 地方ゼネコン - 株式会社 長野道路（川中島建設 100.0%）- 道路舗装工事等 - 株式会社日本アフター工業（TOSYS 100.0%）- 官公庁向け揚水用各種ポンプの設置工事等 |

つうけんグループ
- 株式会社つうけん【東証2部・札証・1940】（コムシスホールディングス 100.0%）- 北海道を中心としたネットインフラの総合エンジニアリング

| - 株式会社つうけんアクティブ（つうけん 100.0%）- 道内の通信インフラの建設・維持 - つうけんビジネス株式会社（つうけん 100.0%）- オフィスレイアウトのサポートサービス - 北海道電電輸送株式会社（つうけん 100.0%）- ロジスティクスサービス - 北有建設株式会社（つうけん 100.0%）- 土木工事、舗装工事、アスファルト合材の販売 |  | - 株式会社つうけんアクト（つうけん 100.0%）- 総合リース・総合レンタル等 - 株式会社セントラルビルサービス（つうけんアクト 100.0%）- ビルメンテナンス業務 - 東亜建材工業株式会社（つうけん 100.0%）- 産業廃棄物処理、リサイクル事業等 - 舞鶴設備工業株式会社（つうけん 100.0%）- 一般土木工事、上下水道工事、管工事 |

NDSグループ
- NDS株式会社【東証1部・名証・1956】（コムシスホールディングス 100.0%）- 愛知県を中心とした大手総合通信エンジニアリング

【総合エンジニアリング】
| - 愛知NDS株式会社（NDS 100.0%） - 豊橋NDS株式会社（NDS 100.0%） - 日本技建株式会社（NDS 100.0%） - 株式会社NDSネットワーク（NDS 100.0%） |  | - 岐阜NDS株式会社（NDS 100.0%） - 静岡NDS株式会社（NDS 100.0%） - 大日通信株式会社（NDS 51.0%） - 朝日設備工業株式会社（NDS 100.0%） |

【ICTソリューション・不動産】
| - NDSインフォス株式会社（NDS 100.0%）- ユーザー系Sler - 株式会社エヌディエスリース（NDS 100.0%）- 車両・機器リース、レンタル等 - NDSソリューション株式会社（NDS 100.0%）- 半導体製造装置メーカー - NDSキャリア株式会社（NDSソリューション 100.0%）- 総合人材サービス |  | - 東名通信工業株式会社（NDS 62.4%）- 通信機器メーカー - ブリッジ・モーション・トゥモロー株式会社（NDS 90.6%）- VODサービス等 - NDS.TS株式会社（NDS 100.0%）- 無線ネットワーク機器・端末性能評価等 - NDSメンテ株式会社（NDS 100.0％）- 管理物件のアフターサービス等 |

SYSKENグループ
- 株式会社SYSKEN【東証2部・福証・1933】（コムシスホールディングス 100.0%）- 九州を中心としたネットインフラのエンジニアリング

| - 株式会社SYSKENテクノ（SYSKEN 100.0%）- 電気通信工事の請負等 - 株式会社システムニシツウ（SYSKEN 100.0%）- ユーザー系Sler |  | - 株式会社Denzai（SYSKEN 100.0%）- 電設資材の総合卸売業 - 河崎冷熱電機株式会社（SYSKEN 100.0%）- 空調設備工事、電設工事等 |

北陸電話工事グループ
- 北陸電話工事株式会社（コムシスホールディングス 100.0%）- 北陸を中心とした通信インフラの総合エンジニアリング

| - 北話エンジニアリング株式会社（北陸電話工事 100.0%）- 電気通信の総合エンジニアリング - 電通自動車整備株式会社（北陸電話工事 100.0%）- モビリティサービス |  | - トヤマ電話工事株式会社（北陸電話工事 100.0%）- 富山県を地盤とする電気通信の総合エンジニアリング |

コムシス情報システムグループ
- コムシス情報システム株式会社（コムシスホールディングス 100.0%）- ユーザー系Sler

| - コムシステクノ株式会社（コムシス情報システム 100.0%） - 株式会社エス・イー・シー・ハイテック（コムシス情報システム 100.0%） - 炭平コンピューターシステム株式会社（コムシス情報システム 80.0%） |  | - 株式会社つうけんアドバンスシステムズ（コムシス情報システム 80.0%、つうけん 20.0％） - 株式会社ヴァックスラボ（つうけんアドバンスシステムズ 100.0%） |

シェアードサービス
- コムシスシェアードサービス株式会社（コムシスホールディングス 100.0%）-  シェアードサービス

### 注
1. ↑  ①つうけんハーテック、②つうけん道央エンジニアリング、③つうけん道北エンジニアリング、④つうけん道東エンジニアリング、⑤つうけん道南エンジニアリング